# Yan Tax
Yan Tax (auch: Jan Tax) ist ein niederländischer Kostümbildner, der für Oper, Musical und Filmproduktionen arbeitet.

## Leben und Werk
Tax studierte Modedesign in Breda. Seit den 1970er Jahren arbeitet er international als Kostümbildner für Film, Fernsehen und Bühne. Im Bereich Oper verbindet ihn eine langjährige künstlerische Partnerschaft mit dem Regisseur Harry Kupfer und dem Bühnenbildner Hans Schavernoch, die ihn u. a. nach Berlin, Paris, San Francisco, Sydney, Dresden, Hamburg, Amsterdam, Florenz, Bern und Helsinki geführt hat. 2014 debütierte er in einer umjubelten Rosenkavalier-Neuproduktion Kupfers bei den Salzburger Festspielen. Tax arbeitete aber auch mit den Opernregisseuren Jean-Louis Martinoty (in Paris und Wien) und Frank Van Laecke (in Maastricht) zusammen.
Seine Kostüme für Musicals sind insbesondere im deutschen Sprachraum und in den Benelux-Staaten sehr gefragt und brachten ihm mehrere Nominierungen und Preise ein. So wurde seine Mitarbeit am niederländischen Musical Cyrano, welches auch am Broadway in New York gespielt wurde, 1994 für den Tony Award nominiert.

„Mein Beruf ist ein dienender Beruf. Das ist ganz wichtig für mich. Ich diene der Produktion, diene dem Regisseur. Er ist es, der am Anfang die Richtung vorgibt und damit fange ich an. Es gibt Kollegen, die können später genau sagen, was ihre Motivation, das Konzept war. Bei mir ist das eine sehr emotionale Sache und ich kann meist nicht sagen, warum ich diese Farbe oder jenen Stoff nehme. Ich bin kein Freund vieler Worte, das ist manchmal schwierig. Es gibt Regisseure, die unheimlich lang und viel über Kostüme reden wollen. Da kriege ich totale Panik. Ich habe nicht so viel zu sagen über meine Arbeit. Es ist, was es ist.“

Überdies zeichnete Yan Tax für die Kostüme in mehr als 50 Filmen verantwortlich. Für seine Kostüme für Paul Verhoevens Black Book wurde er 2008 für den Deutschen Filmpreis nominiert.

## Musiktheater

### Musical
- 1992 Cyrano – The Musical – Amsterdam, im Folgejahr am Broadway
- 1999 Mozart! – Theater an der Wien
- 2001 Kuifje – De Zonnetempel – Antwerpen
- 2003 3 Musketiers, de Musical – Rotterdam, Berlin
- 2007 Ich war noch niemals in New York – Hamburg, Wien, Stuttgart, Tokyo, Zürich, Oberhausen
- 2008 Sunset Boulevard – in mehreren Städten der Niederlande
- 2012 Elisabeth – Wien

- 2018 40- 45 - België

### Oper
- 2009 Die lustige Witwe – Hamburgische Staatsoper
- 2010 Ariadne auf Naxos – Theater an der Wien
- 2010 La damnation de Faust – Oper Frankfurt
- 2010 Don Giovanni – Staatsoper Wien
- 2012 Die Meistersinger von Nürnberg – Opernhaus Zürich
- 2013 Der Spieler – Oper Frankfurt
- 2014 Der Rosenkavalier – Salzburger Festspiele
- 2014 Parsifal – New National Theatre Tokio

## Auszeichnungen
- 1991 Best Costume Designer des EuropaCinema
- 1994 Nominierung für den Tony Award – Cyrano – The Musical
- 2008 Nominierung für den Deutschen Filmpreis – Black Book
- 2014 Österreichischer Musiktheaterpreis in der Kategorie Ausstattung – Elisabeth